# Seznam hlav států v roce 1939
Představitelé států a závislých území v roce 1939. Spojené státy americké se v této době skládaly pouze ze 48 států.

## Afrika
| Název státu                     | Státní vlajka | Hlava státu         | Generální guvernér                                                                                          | Předseda vlády                                     |
| ------------------------------- | ------------- | ------------------- | --- | -------------------------------------------------- |
| Basutsko                        |               | Jiří VI.            | Sir Edmund Charles Smith Richards                                                                           |                                                    |
| Bečuánsko                       |               | Jiří VI.            | |                                                    |
| Britské Somálsko                |               | Jiří VI.            | |                                                    |
| Britský Kamerun                 |               | Jiří VI.            | |                                                    |
| Britský Togoland                |               | Jiří VI.            | |                                                    |
| Dahomey                         |               | Albert Lebrun       | Pierre François Boisson (do 10. srpna), Léon Henri Charles Cayla (od 10. srpna)                             |                                                    |
| Egyptské království             |               | Farúk I.            | |                                                    |
| Etiopie                         |               | Viktor Emanuel III. | |                                                    |
| Francouzská Guinea              |               | Albert Lebrun       | Pierre François Boisson (do 10. srpna), Léon Henri Charles Cayla (od 10. srpna)                             |                                                    |
| Francouzská rovníková Afrika    |               | Albert Lebrun       | |                                                    |
| Francouzské Alžírsko            |               | Albert Labrun       | |                                                    |
| Francouzské Somálsko            |               | Albert Labrun       | Hubert Jules Deschamps                                                                                      |                                                    |
| Francouzský Kamerun             |               | Albert Lebrun       | |                                                    |
| Francouzský protektorát Maroko  |               | Mohammed V.         | Charles Hippolyte Noguès                                                                                    |                                                    |
| Francouzský protektorát Tunisko |               | Ahmad II.           | Eirik Labonne                                                                                               |                                                    |
| Francouzský Súdán               |               | Albert Labrun       | Pierre François Boisson (do 10. srpna), Léon Henri Charles Cayla (od 10. srpna)                             |                                                    |
| Francouzský Togoland            |               | Albert Lebrun       | |                                                    |
| Jihoafrická unie                |               | Jiří VI.            | Sir Patrick Duncan                                                                                          | Barry Hertzog (do 5. září), Jan Smuts (od 5. září) |
| Jihozápadní Afrika              |               | Jiří VI.            | Sir Patrick Duncan                                                                                          | Barry Hertzog (do 5. září), Jan Smuts (od 5. září) |
| Jižní Rhodesie                  |               | Jiří VI.            | Sir Herbert Stanley                                                                                         | Godfrey Huggins                                    |
| Keňa                            |               | Jiří VI.            | Sir Robert Brooke-Popham                                                                                    |                                                    |
| Libérie                         |               | Edwin Barclay       | |                                                    |
| Malagasy                        |               | Albert Lebrun       | |                                                    |
| Mauritius                       |               | Jiří VI.            | Sir Bede Edmund Hugh Clifford                                                                               |                                                    |
| Ňasko                           |               | Jiří VI.            | Sir Harold Baxter Kittermaster (do 20. března), Sir Henry C. D. Cleveland Mackenzie-Kennedy (od 20. března) |                                                    |
| Nigérie                         |               | Jiří VI.            | Sir Bernard Henry Bourdillon                                                                                |                                                    |
| Ruanda-Urundi                   |               | Leopold III.        | Eugène Jungers                                                                                              |                                                    |
| Severní Rhodesie                |               | Jiří VI.            | Sir John Alexander Maybin                                                                                   |                                                    |
| Tanganika                       |               | Jiří VI.            | Sir Mark Aitchison Young                                                                                    |                                                    |
| Uganda                          |               | Jiří VI.            | |                                                    |
| Zanzibar                        |               | Khalifah ibn Harub  | |                                                    |
| Zlatonosné pobřeží              |               | Jiří VI.            | |                                                    |

## Asie
| Název státu                  | Státní vlajka | Hlava státu                                      | Předseda vlády                         |
| ---------------------------- | ------------- | ------------------------------------------------ | -------------------------------------- |
| Aden                         |               | Jiří VI.                                         |                                        |
| Afghánistán                  |               | Mohammmed Záhir Šáh                              |                                        |
| Bhútán                       |               | Jigme Wangchuk                                   |                                        |
| Brunej                       |               | Ahmad Tajuddin                                   |                                        |
| Ceylon                       |               | Jiří VI.                                         | Sir Andrew Caldecott (guvernér)        |
| Čínská republika             |               | Lin Sen                                          |                                        |
| Filipíny                     |               | Manuel L. Quezon                                 |                                        |
| Indie                        |               | Jiří VI.                                         |                                        |
| Irácké království            |               | Ghazi I. (do 4. dubna), Fajsal II. (od 4. dubna) | Abd al-Ilah (od 4. dubna, regent)      |
| Írán                         |               | Reza Shah Pahlavi                                |                                        |
| Japonsko                     |               | Hirohito                                         |                                        |
| Jemenské království          |               | Yahya Muhammad Hamid ad-Din                      |                                        |
| Jordánsko                    |               | Abdallah ibn Husain I.                           |                                        |
| Labuan                       |               | Jiří VI.                                         |                                        |
| Malajská federace            |               | Jiří VI.                                         |                                        |
| Mandžukuo                    |               | Aisin-Gioro Puyi                                 |                                        |
| Muscat                       |               | Saíd bin Tajmúr                                  |                                        |
| Mongolsko                    |               | Dansrabilegiin Dogson (do 9. července)           |                                        |
| Nepál                        |               | Tribhuvan                                        |                                        |
| Omán                         |               | Saíd bin Tajmúr                                  |                                        |
| Palestina                    |               | Jiří VI.                                         | Sir Harold MacMichael (vrchní komisař) |
| Sarawak                      |               | Charles Vyner Brooke (rádža)                     |                                        |
| Saúdská Arábie               |               | Abdul-Aziz bin Saud                              |                                        |
| Severní Borneo               |               | Jiří VI.                                         |                                        |
| Thajsko (do 23. června Siam) |               | Ananda Mahidol                                   |                                        |
| Vietnam                      |               | Bao Dai                                          |                                        |

## Amerika
| Název státu               | Státní vlajka | Hlava státu                                                             | Předseda vlády |
| ------------------------- | ------------- | ----------------------------------------------------------------------- | -------------- |
| Dominikánská republika    |               | Jacinto Bienvenido Peynado                                              |                |
| Guatemala                 |               | Jorge Ubico                                                             |                |
| Haiti                     |               | Sténio Vincent                                                          |                |
| Honduras                  |               | Tiburcio Carías Andino                                                  |                |
| Kanada                    |               | Jiří VI.                                                                |                |
| Kostarika                 |               | León Cortés Castro                                                      |                |
| Kuba                      |               | Federico Laredo Brú                                                     |                |
| Mexiko                    |               | Lázaro Cárdenas del Río                                                 |                |
| Nikaragua                 |               | Anastasio Somoza García \|                                              |                |
| Panama                    |               | Juan Demóstenes Arosemena, Ezequiel Fernández Jaén, Augusto Samuel Boyd |                |
| Panamské průplavové pásmo |               | Franklin Delano Roosevelt                                               |                |
| Salvador                  |               | Maximiliano Hernández Martínez                                          |                |
| USA                       |               | Franklin Delano Roosevelt                                               |                |

## Evropa
| Název státu                              | Státní vlajka | Hlava státu | Předseda vlády                        |
| ---------------------------------------- | ------------- | --- | ------------------------------------- |
| Albánie                                  |               | Ahmet Zogu (do 8. dubna), Xhafer Bej Ypi (9.–12. dubna), Shefqet Vërlaci (12.–16. dubna)                                                                  |                                       |
| Albánské království                      |               | Viktor Emanuel III. (od 16. dubna) |                                       |
| Andorra                                  |               | Albert Lebrun (francouzský prezident), Justí Guitart i Vilardebó (španělský biskup)                                                                       |                                       |
| Belgie                                   |               | Leopold III. |                                       |
| Bulharsko                                |               | Boris III. |                                       |
| Československo                           |               | Emil Hácha (do 15. března) |                                       |
| Dánsko                                   |               | Kristián X. |                                       |
| Estonsko                                 |               | Konstantin Pats |                                       |
| Finsko                                   |               | Kyösti Kallio |                                       |
| Francie                                  |               | Albert Lebrun |                                       |
| Irsko                                    |               | Jiří VI. | Douglas Hyde (prezident)              |
| Itálie                                   |               | Viktor Emanuel III. |                                       |
| Jugoslávie                               |               | Petr II. | Pavel Karađorđević (regent)           |
| Lichtenštejnsko                          |               | František Josef II. |                                       |
| Litva                                    |               | Antanas Smetona |                                       |
| Lotyšsko                                 |               | Karlis Ulmanis |                                       |
| Lucembursko                              |               | Charlotte |                                       |
| Maďarsko                                 |               | Miklós Horthy (regent) |                                       |
| Monako                                   |               | Ludvík II. |                                       |
| Německo                                  |               | Adolf Hitler |                                       |
| Nizozemsko                               |               | Wilhelmina |                                       |
| Norsko                                   |               | Haakon VII. |                                       |
| Polsko                                   |               | Ignacy Mościcki (do 30. září), Władysław Raczkiewicz (od 30. září)                                                                                        |                                       |
| Portugalsko                              |               | Antonio Óscar Carmona |                                       |
| Protektorát Čechy a Morava               |               | Konstantin von Neurath (od 21. března; říšský protektor)                                                                                                  | Emil Hácha (od 16. března; prezident) |
| Rumunsko                                 |               | Karel II. |                                       |
| Řecko                                    |               | Jiří II. |                                       |
| San Marino                               |               | Carlo Balsimelli, Celio Gozi (oba do 1. dubna), Pompeo Righi, Marino Morrison (oba 1. dubna-1. října), Marino Michelotti, Orlando Reffi (oba od 1. října) |                                       |
| Slovensko                                |               | Jozef Tiso (od 14. března) |                                       |
| Svaz sovětských socialistických republik |               | Michail Kalinin (předseda prezídia Nejvyššího sovětu) | Vjačeslav Michajlovič Molotov         |
| Španělsko                                |               | Manuel Azaña (do 1. března), Diego Martínez Barrio (1.-4. března), Segismundo Casado (4.-13. března), José Miaja (13.-25. března)                         |                                       |
| Nacionalistické Španělsko                |               | Francisco Franco |                                       |
| Švédsko                                  |               | Gustav V. |                                       |
| Švýcarsko                                |               | Švýcarská spolková rada (Giuseppe Motta, Marcel Pilet-Golaz, Rudolf Minger, Johannes Baumann, Philipp Etter, Hermann Obrecht, Ernst Wetter)               |                                       |
| Turecko                                  |               | İsmet İnönü |                                       |
| Vatikán                                  |               | Pius XI. (do 10. února), Pius XII. (od 2. března) |                                       |
| Velká Británie                           |               | Jiří VI. |                                       |

## Oceanie
| Název státu                        | Státní vlajka | Hlava státu       | Generální guvernér | Předseda vlády                                                                           |
| ---------------------------------- | ------------- | ----------------- | ------------------ | ---------------------------------------------------------------------------------------- |
| Austrálie                          |               | Jiří VI.          |                    | Joseph Lyons (do 7. dubna), Sir Earle Page (7.-26. dubna), Robert Menzies (od 26. dubna) |
| Britské Šalomounovy ostrovy        |               | Jiří VI.          |                    |                                                                                          |
| Mandátní území Tichomořské ostrovy |               | Hirohito          |                    |                                                                                          |
| Nový Zéland                        |               | Jiří VI.          |                    |                                                                                          |
| Teritorium Nová Guinea             |               | Jiří VI.          | Walter McNicoll    | Joseph Lyons (do 7. dubna), Sir Earle Page (7.-26. dubna), Robert Menzies (od 26. dubna) |
| Tonga                              |               | Salote Tupou III. |                    |                                                                                          |
| Západní Samoa                      |               | Jiří VI.          |                    |                                                                                          |

## Jižní Amerika
| Název státu | Státní vlajka | Hlava státu                                                             | Předseda vlády |
| ----------- | ------------- | ----------------------------------------------------------------------- | -------------- |
| Argentina   |               | Roberto María Ortiz                                                     |                |
| Bolívie     |               | Germán Busch, Carlos Quintanilla                                        |                |
| Brazílie    |               | Getúlio Vargas                                                          |                |
| Ekvádor     |               | Aurelio Mosquera Narváez, Carlos Alberto Arroyo del Río, Andrés Córdova |                |
| Chile       |               | Pedro Aguirre Cerda                                                     |                |
| Kolumbie    |               | Eduardo Santos Montejo                                                  |                |
| Paraguay    |               | Félix Paiva, José Félix Estigarribia                                    |                |
| Peru        |               | Óscar Raymundo Benavides Larrea, Manuel Prado y Ugarteche               |                |
| Uruguay     |               | Alfredo Baldomir                                                        |                |
| Venezuela   |               | Eleazar López Contreras                                                 |                |